# یواس‌اس ال‌اس‌تی-۹۸۷
یواس‌اس ال‌اس‌تی-۹۸۷ (به انگلیسی: USS LST-987) یک کشتی بود که طول آن ۳۲۸ فوت (۱۰۰ متر) بود. این کشتی در سال ۱۹۴۴ ساخته شد.